# Knightomiroides
Knightomiroides is een geslacht van wantsen uit de familie van de Miridae (Blindwantsen). Het geslacht werd voor het eerst wetenschappelijk beschreven door Stonedahl & Schwartz in 1996.

## Soorten
Het genus bevat de volgende soorten:

- Knightomiroides contortae (Stonedahl & Schwartz, 1996)
- Knightomiroides nigrovirgatus (Knight, 1930)
- Knightomiroides ponderosae (Stonedahl & Schwartz, 1996)